# Рэнфорд, Билл
Билл Эдвард Рэнфорд (англ. Bill Edward Ranford ; 14 декабря 1966, Брандон, Манитоба, Канада) — канадский хоккеист (вратарь), двукратный обладатель Кубка Стэнли. В Национальной хоккейной лиге отыграл 15 сезонов («Бостон Брюинз», «Эдмонтон Ойлерз», «Вашингтон Кэпиталз», «Тампа Бэй Лайтнинг», «Детройт Ред Уингз»). Участник Матча всех звёзд НХЛ 1991. В составе сборной Канады был участником чемпионатов мира 1993 и 1994 г.г.. Участник Кубка Канады 1991 г. и Кубка мира 1996 г. (запасной вратарь). С сезона 2006/2007 стал тренером вратарей Лос-Анджелес Кингз.

## Награды
- 1986 – Вторая символическая сборная ЗХЛ
- 1988, 1990 – Кубок Стэнли
- 1990 – Конн Смайт Трофи MVP[1]
- 1991 – Участник Матча всех звёзд
- 1991 – Обладатель Кубка Канады (сборная Канады)
- 1991 – Самый ценный игрок Кубка Канады[1]
- 1994 – Чемпион мира (сборная Канады)
- 1994 – Самый ценный игрок чемпионата мира[1]
- 1996 – 2-е место на Кубке мира (сборная Канады)
- 2012, 2014 – Кубок Стэнли (как тренер вратарей)